# De Metropool en het Mentale Leven
De Metropool en het Mentale Leven is een essay van Georg Simmel, die is verschenen in 1903. Dit werk wordt binnen de sociologie/stadssociologie als een van Simmels beste werken gezien en behoort op diverse opleidingen sociologie nog steeds tot de verplichte literatuur.

## Opzet
Zoals de titel al zegt gaat het in deze tekst over het leven in een metropool, een wereldstad. Het is geen toeval dat dit onderwerp Georg Simmel zo interesseerde. Hij is namelijk in 1858 geboren in het centrum van Berlijn en is daar vrijwel zijn hele leven blijven wonen en werken. In Simmels tijd was deze stad volop onderhevig aan een toenemende modernisering, met allerlei gevolgen voor het sociale leven: drukkere straten, de eerste auto's en trams, grotere winkels en warenhuizen, een steeds diverser cultureel aanbod, et cetera.
Simmel gaat ervan uit dat ieder individu in het sociale leven een zekere autonomie wenst, een innerlijke drang om invloed uit te oefenen op zijn of haar omgeving en eigen gedachtes om te kunnen zetten in meer of minder concrete creaties: te produceren. Dit is in Simmels woorden de ‘’subjectieve cultuur’’. Als uitkomst van deze subjectieve cultuur schetst hij de ‘‘objectieve cultuur’’. Dit zijn de resultaten van de creaties/producties van mensen, bijvoorbeeld gebouwen, wetten, reclames en telefoons. Al deze creaties samen staan vervolgens op zichzelf en hebben een sterke invloed op het gedrag van mensen; men moet handelen naar de objectieve cultuur, ermee omgaan. Objectieve cultuur prikkelt de innerlijke drang van mensen weer om nieuwe objectieve cultuur te maken. In de stad is men tamelijk onderhevig aan deze prikkels en het kan volgens Simmel niet anders dan dat dit een grote invloed heeft op de menselijke psyche. De vraag die in het essay dan ook centraal staat is wat de invloed is van het stadse leven, met al zijn externe krachten en prikkels, op de persoonlijkheid van mensen.
De metropool creëert volgens Simmel een psychologische conditie waarin het individu telkens weer wordt geprikkeld door korte nieuwe impressies. Echter, we proberen onszelf te beschermen tegen deze overdadigheid aan objectieve cultuur en daarom nemen we een “blasé-houding” aan. Dit houdt in dat we niet langer handelen volgens ons hart maar redeneren met het hoofd. We reduceren alles tot ruilwaarde en maken bij alles een kosten en baten analyse. We ontwikkelen in Simmels woorden dus een mechanisme waarin we onszelf beschermen tegen deze overdadigheid aan prikkels. We reduceren alles tot een voor onszelf begrijpbare geldlogica om onderscheid te maken tussen bereikbare objectieve cultuur en onbereikbare objectieve cultuur. Dit alles maakt dat we een onverschillige houding hebben tegenover nieuwe prikkels, we raken als het ware afgestompt voor de intensiteit van de objectieve cultuur terwijl we tegelijkertijd selectief prikkels toelaten die ons weer stimuleren in onze subjectieve cultuur. Uiteindelijk, stelt Simmel, zullen we ook onze persoonlijke eigenschappen reduceren tot begrijpbare geldlogica en raken we dus ook onverschillig over onszelf.
Dit is volgens Simmel de psychologische conditie waarin individuen in een stad verkeren. Een menselijke psyche die gedomineerd wordt door de strijd tussen objectieve en subjectieve cultuur. Een strijd waar men in mee moet gaan om in de stad te kunnen leven, maar waar het individu uiteindelijk een onverschillig gevoel aan over houdt.